# Карандевич, Василий Филиппович
Василий Филиппович Карандевич (03.02.1915, Черкасская область — 12.02.1995) — разведчик 108-го гвардейского стрелкового полка гвардии сержант — на момент последнего представления к награждению орденом Славы.

## Биография
Родился 3 февраля 1915 года в городе Умань Черкасской области Украины. Украинец. Окончил 4 класса. Работал слесарем на литейном заводе в своем городе. В 1940 году переехал в город Соликамск Пермской области, работал аппаратчиком на оборонном заводе.
В 1942 году был призван в Красную армию. С ноября того же года на фронте. Боевой путь начал в Сталинграде, защищал Тракторный завод. В этих боях снайпер Карандевич лично уничтожил 17 противников. Затем был переведен в разведку. На подступах к Днепру во время стычки с противником был ранен. После госпиталя он попал в другой полк — 185-го гвардейского стрелкового полка 60-я гвардейской стрелковой дивизии, и опять в разведку. Участвовал в форсировании Днепра.
26 октября 1943 года гвардии красноармеец Карандевич в составе разведывательной группы преодолел реку Днепр и высадились на острова Хортица. Разведчики уничтожили вражеский дозор, захватил «языка». Затем прикрывали огнём высадку основных сил полка. В этом бою красноармеец Карандевич вывел из строя много вражеских солдат, способствуя удержанию занятого рубежа. В трудную минуту боя заменила выбывшего из стоя командира.
Был ранен и попал в госпиталь. Вернулся в свою часть только через месяц и сразу в бой. Бои шли уже на правом берегу Днепра, южнее Запорожья.
25-27 ноября 1943 года с группой разведчиков гвардии красноармеец Карандевич находился в поиске в 7 км южнее города Запорожье. В схватке с 4 гитлеровцем троих убил и а последнего взял плен и доставил его в штаб полка. Вскоре новое тяжелое ранение надолго уложило солдата в госпиталь надолго.
Солдат таки не успел получить ордена за бой на острове Хортица и не узнал, что за последний поиск был вновь представлен к ордену.
Приказом от 22 ноября 1943 года гвардии красноармеец Карандевич Василий Филиппович награждён орденом Славы 3-й степени.
Приказом от 7 декабря 1943 года гвардии красноармеец Карандевич Василий Филиппович награждён орденом Славы 3-й степени повторно.
Вернулся на фронт когда советские войска уже освобождали Молдавию. В составе новой части — 108-го гвардейского стрелкового полка 36-го гвардейской стрелковой дивизии разведчик Карандевич прошел через Румынию, Венгрию.
30 марта 1945 года гвардии сержант Карандевич в составе разведывательного взвода. вступил в бой с противником, в числе первых ворвался на восточную окраину населенного пункта Шахендорф, гранатами уничтожил пулемет и истребил несколько вражеских солдат.
Приказом от 14 апреля 1945 года гвардии сержант Карандевич Василий Филиппович награждён орденом Славы 3-й степени в третий раз.
В последнем поиске 5 мая 1945 года Карандевич с товарищами взял в плен десяток фашистов. Боевой путь закончил в австрийских Альпах. В 1946 году был демобилизован. На фронте солдат успел получить только медаль «За отвагу» и один орден Славы 3-й степени.
Вернулся на Украину. Жил и трудился в Запорожье. В 1966 году вернулся в родной город. Только через 20лет фронтовые награды нашли ветерана.
Указом Президиума Верховного Совета СССР от 26 декабря 1967 года в порядке перенаграждения Карандевич Василий Филиппович награждён орденами Славы соответственно 2-й и 1-й степеней. Стал полным кавалером ордена Славы.
Жил в городе Умань. Работал слесарем на машиностроительном заводе.
Скончался 12 февраля 1995 года. Похоронен на кладбище микрорайона Мещанка города Умань.
В мае 2012 года могила В. Ф. Карандевича была разрыта. Основной версией совершения преступления послужило то, что он был похоронен вместе с боевыми наградами.
Награждён орденами Отечественной войны 1-й степени, Славы 3-х степеней, медалями, в том числе «За отвагу».